# Eric Walter White
Eric Walter White (Bristol, 10 september 1905 – Londen, 13 september 1985) was een Brits bestuurder, componist, vertaler, redacteur, dichter en auteur. Hij studeerde aan het Balliol College van de Universiteit van Oxford. Van 1929 tot 1933 werkte hij als vertaler voor de Volkenbond. Later, van 1942 tot 1971, was hij in dienst van de Council for the Encouragement of Music and the Arts (CEMA) en de opvolger daarvan, de Arts Council. Zijn Stravinsky. The Composer and his Works uit 1966 wordt als zijn belangrijkste werk beschouwd. Dit werk kwam na lange studie tot stand en kreeg in 1979 een herziene, uitgebreide druk. White schreef verder onder andere The Rise of English Opera (1951), Tippett and his Operas (1981), A History of English Opera (1983) en, samen met John Evans, Benjamin Britten: His Life and Operas (1983).
Stravinsky. The Composer and his Works geeft, naast een korte biografische schets, een chronologisch overzicht en muziekanalyse van het gehele oeuvre van Igor Stravinsky.

Eric Walter White, Stravinsky. The Composer and his Works, Faber & Faber (2e druk 1979), Londen
- Bibsys: 90069296
- Biblioteca Nacional de España: XX1115835
- Bibliothèque nationale de France: cb126463070 (data)
- CiNii: DA04395104
- Gemeinsame Normdatei: 1061576329
- International Standard Name Identifier: 0000 0001 1476 7753
- Library of Congress Control Number: n80028483
- Bibliotheek van het Japanse parlement: 00527289
- Nationale Bibliotheek van Tsjechië: jx20060327013
- Nationale bibliotheek van Australië: 35604022
- Nationale Bibliotheek van Israël: 987007585571905171
- Nederlandse Thesaurus van Auteursnamen: 069500320
- Réseau des bibliothèques de Suisse occidentale: 02-A003971411
- Système universitaire de documentation: 109554930
- Trove: 1011523
- Virtual International Authority File: 85935542
- WorldCat: E39PBJpdPGp8hDjC3QWTm3j3cP